# 托纳波尼路
43°46′15.08″N 11°15′5.07″E / 43.7708556°N 11.2514083°E

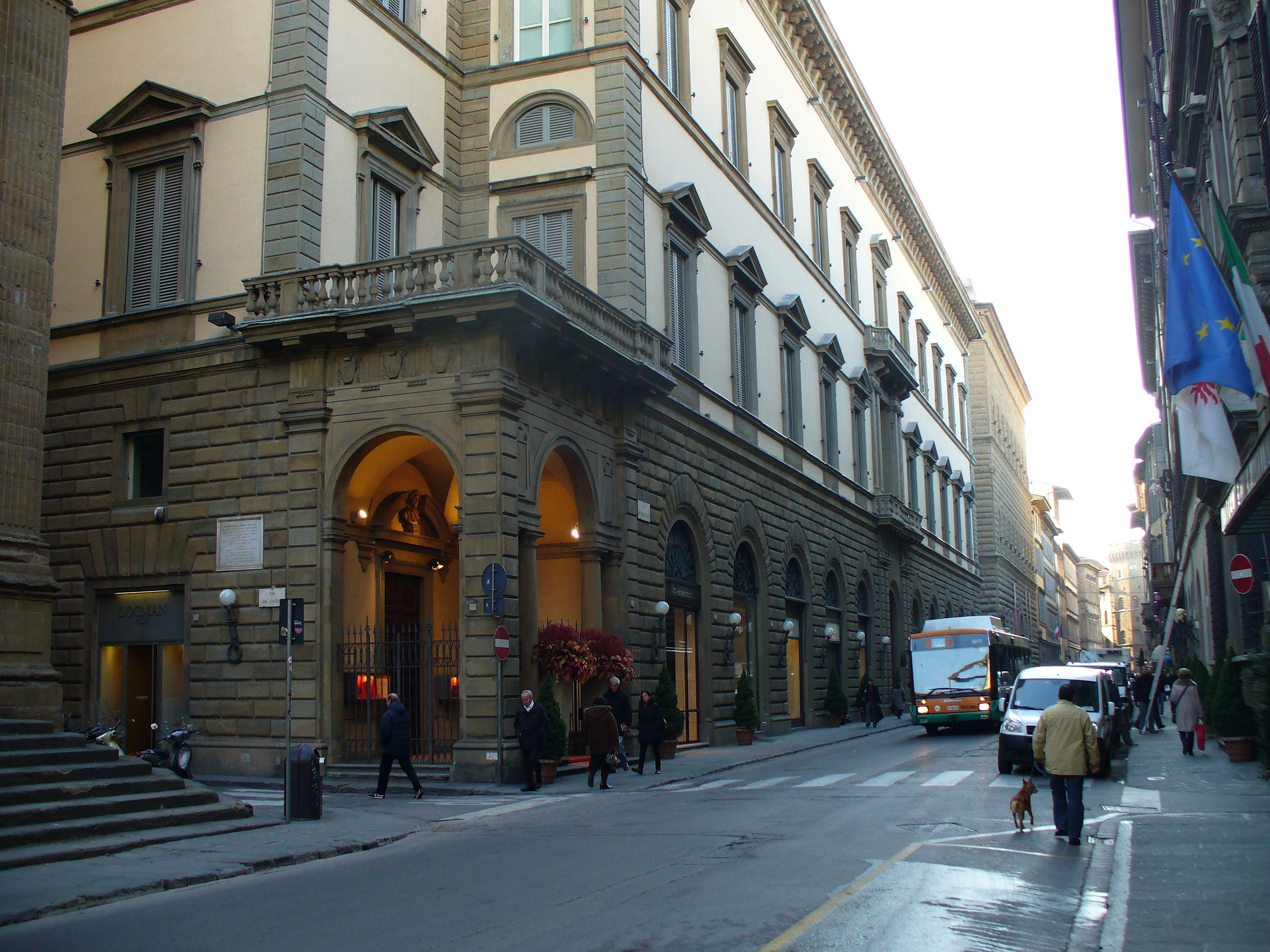
托纳波尼路

托纳波尼路（Via de' Tornabuoni）是佛罗伦萨古城中心的一条奢华的街道，南北走向，北到安蒂诺里广场（piazza Antinori），南到天主圣三桥，中间经过天主圣三广场。
自从文艺复兴以来，这是佛罗伦萨最优雅的街道之一，今天仍以高级时装和珠宝精品店为特色。